# Masuzoa
Masuzoa  (лат.) — род жуков-жужелиц из подсемейства трехин. Описано три вида; распространены в Бурятской Республике, Хамар-Дабане, Приморском крае и Японии (Хоккайдо).
Данный род близок к подроду Leptepaphiama (из рода Trechiama). Представители данного рода характеризуются следующими признаками:
- дискальные щетинконосные поры имеются только в третьем промежутке;
- передние голени с одним желобком на дорсальной, наружной боковой и внутренней боковой сторонах; на внутренне боковом крае с продольным желобком и волосками у вершины.